# Euodynerus annulatus
Euodynerus annulatus är en stekelart som först beskrevs av Thomas Say 1824.  Euodynerus annulatus ingår i släktet kamgetingar, och familjen Eumenidae.

## Underarter
Arten delas in i följande underarter:
- E. a. arvensis
- E. a. evectus
- E. a. imperialis
- E. a. sulphureus